# ساکوما موریماسا

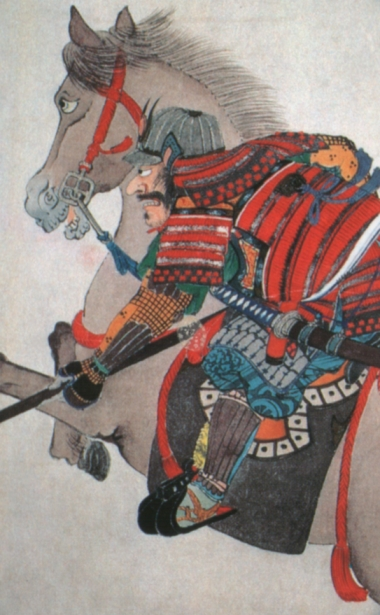
ساکوما موریماسا

ساکوما موریماسا (به ژاپنی: 佐久間 守正 Sakuma Morimasa) (۱۵۵۴ – ۱ ژوئیه، ۱۵۸۳) یک سامورایی در دوره سنگوکو بود که به اودا نوبوهیده و سپس اودا نوبوناگا خدمت می‌کرد.